# Chacabuco megye (San Luis)
Chacabuco egy megye Argentína középső részén, San Luis tartományban. Székhelye Concarán.

## Népesség
A megye népessége a közelmúltban a következőképpen változott:
| Év   | Lakosság |
| ---- | -------- |
| 2001 | 18 332   |
| 2010 | 20 744   |